# Martin Luik
Martin Luik (* 1961 in Esslingen am Neckar) ist ein deutscher Prähistoriker und Archäologe. Luik ist seit 2004 Privatdozent und Vertretungsprofessor am Institut für Vor- und Frühgeschichtliche Archäologie und Provinzialrömische Archäologie der Ludwig-Maximilians-Universität München.

## Leben
Luik besuchte das Georgii-Gymnasium Esslingen und studierte ab 1980 Provinzialrömische Archäologie, Vor- und Frühgeschichte, Alte Geschichte sowie Klassische Archäologie an der Ludwig-Maximilians-Universität München und der Eberhard Karls Universität Tübingen. 1987 bestand er die Magisterprüfung in Provinzialrömischer Archäologie an der Münchner Universität.
1987 wurde Luik Wissenschaftlicher Mitarbeiter beim Aufbau des Römischen Museums mit Archäologischem Park in Köngen. Ein Jahr später verfasste er zusammen mit Fridolin Reutti einen Führer über den Römerpark. 1991 promovierte er an der Ludwig-Maximilians-Universität München in Provinzialrömischer Archäologie zum Dr. phil. Seine Dissertation wurde zusammen mit einer Kurzfassung seiner Magisterarbeit 1996 als erster Band des Werkes Köngen-Grinario. Grabungen des Landesdenkmalamtes Baden-Württemberg im Konrad Theiss Verlag veröffentlicht. Bis 1993 war er Wissenschaftlicher Mitarbeiter am Limesmuseum Aalen.
Von 1993 bis 1997 erhielt Luik ein Forschungsstipendium des Deutschen Archäologischen Instituts. 2001 habilitierte er sich an der Fakultät für Kulturwissenschaften der Universität Klagenfurt. Die Habilitationsschrift wurde 2002 mit dem Titel Die Funde aus den römischen Lagern um Numantia im Römisch-Germanischen Zentralmuseum als Band 31 der Reihe Kataloge vor- und frühgeschichtlicher Altertümer veröffentlicht. An der Klagenfurter Universität übernahm er bis 2002 eine Universitätsassistentenstelle am Institut für Geschichte, Abteilung Alte Geschichte und Altertumskunde sowie diverse Lehraufträge an den Universitäten Klagenfurt, Trier und München.
2004 folgte Luik, nach einer Umhabilitation, dem Ruf an die Ludwig-Maximilians-Universität München. Seit 2004 ist er dort als Privatdozent, Vertretungsprofessor und Wissenschaftlicher Mitarbeiter am Institut für Vor- und Frühgeschichtliche Archäologie und Provinzialrömische Archäologie tätig. Seine Forschungsschwerpunkte sind unter anderem die Kulturgeschichte der römischen Republik und der mittleren römischen Kaiserzeit sowie archäologische Quellen zur römischen Wirtschaftsgeschichte. Er ist Autor, Herausgeber, Bearbeiter und Rezensent zahlreicher Fachveröffentlichungen. Einige seiner Werke erschienen im Archäologischen Korrespondenzblatt und in der Zeitschrift Antike Welt.
Für seine Verdienste erhielt er 2012 den Daniel-Pfisterer-Preis des Geschichts- und Kulturvereins Köngen. Martin Luik ist seit 2018 korrespondierendes Mitglied des Deutschen Archäologischen Instituts.

## Veröffentlichungen (Auswahl)
- mit Fridolin Reutti: Der Römerpark in Köngen (= Führer zu archäologischen Denkmälern in Baden-Württemberg. Band 12). Theiss, Stuttgart 1988, ISBN 3-8062-0558-2.
- als Bearbeiter: Grinario, Civitas Sumelocennensis. Archäologischer Plan des römischen Köngen. Landesvermessungsamt, Stuttgart 1989.
- Archäologische Funde aus Römerzeit und Mittelalter. Eine Ausstellung der Städtischen Museen Heilbronn, 20. August bis 31. Oktober 1993. Städtische Museen Heilbronn, Heilbronn 1993.
- Der Kastellvicus von Aalen. In: Fundberichte aus Baden-Württemberg. Band 19, Nummer 1, 1994, S. 265–355.
- mit Dieter Müller: Die römischen Gutshöfe von Gemmrigheim und Kirchheim am Neckar (Landkreis Ludwigsburg) (= Atlas archäologischer Geländedenkmäler in Baden-Württemberg. Band 3: Römerzeitliche Geländedenkmäler. Heft 1). Theiss, Stuttgart 1995, ISBN 3-8062-1193-0.
- Köngen-Grinario I. Topographie, Fundstellenverzeichnis, ausgewählte Fundgruppen (= Forschungen und Berichte zur Vor- und Frühgeschichte in Baden-Württemberg. Band 62). Theiss, Stuttgart 1996, ISBN 3-8062-1246-5.
- mit Dieter Müller: Die römischen Gutshöfe von Esslingen-Berkheim und Wolfschlugen (Landkreis Esslingen) (= Atlas archäologischer Geländedenkmäler in Baden-Württemberg. Band 3: Römerzeitliche Geländedenkmäler. Heft 2). Theiss, Stuttgart 1999, ISBN 3-8062-1474-3.
- Die Funde aus den römischen Lagern um Numantia im Römisch-Germanischen Zentralmuseum (= Kataloge vor- und frühgeschichtlicher Altertümer. Band 31). Habelt, Bonn 2002, ISBN 3-88467-071-9.
- Köngen-Grinario II. Grabungen des Landesdenkmalamtes Baden-Württemberg. Historisch-archäologische Auswertung (= Forschungen und Berichte zur Vor- und Frühgeschichte in Baden-Württemberg. Band 82). Theiss, Stuttgart 2004, ISBN 3-8062-1921-4.
- mit Dieter Müller: Renieblas, Lager V. Die Ergebnisse der archäologisch-topographischen Vermessungen der Jahre 1997 bis 2001 (= Iberia archaeologica. Band 9). Zabern, Mainz 2006, ISBN 978-3-8053-3686-4.
- Der schwierige Weg zur Weltmacht. Roms Eroberung der Iberischen Halbinsel 218–19 v. Chr. (Zaberns Bildbände zur Archäologie). Zabern, Mainz 2007, ISBN 978-3-8053-3471-6.
- als Herausgeber mit Dieter Planck: 100 Jahre Kastellturm Köngen. Eine Rekonstruktion und ihre Geschichte (= Archäologische Informationen aus Baden-Württemberg. Heft 65). Landesamt für Denkmalpflege, Esslingen 2012, ISBN 978-3-942227-09-4.
- Die Terra-Sigillata-Töpferei von Nürtingen, Landkreis Esslingen. In: Fundberichte aus Baden-Württemberg. Band 32, Nummer 2, 2012, S. 201–332.